# Steve Dahl
Steven Robert Dahl (Pasadena, 20 novembre 1954) è un conduttore radiofonico, musicista e attore statunitense.
Proprietario della Steve Dahl Network, una rete di podcasting su abbonamento, è celebre per aver organizzato la Disco Demolition Night di Chicago nel 1979.
Influente shock jock, in aggiunta alla sua carriera radiofonica si è cimentato con la musica: la sua band, i Teenage Radiation, ha registrato una serie di parodie di canzoni, e dal 1990 si è esibita col nome di "Steve Dahl and the Dahlfins". È inoltre apparso in film come Bulldozer, Outing Riley e I Want Someone to Eat Cheese With. Ha quindi lavorato come editorialista per il Chicago Tribune fino al novembre 2010.
Il 9 novembre 2013, Dahl e il collega Garry Meier sono stati inseriti nella National Radio Hall of Fame statunitense in riconoscimento del loro lavoro insieme allo Steve and Garry Show.